# Meseta de Lublin

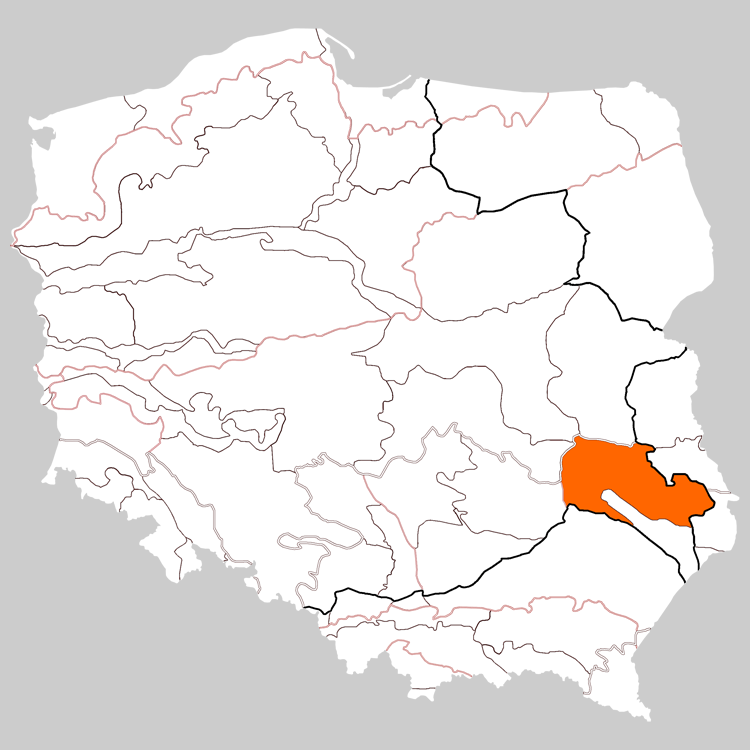
La Meseta de Lublin en un mapa de Polonia.

La Meseta de Lublin (en polaco: Wyżyna Lubelska) es una amplia meseta y región geográfica que se ubica en el sureste de Polonia, en los márgenes del río Vístula y Bug, dentro del voivodato de Lublin. Su área es de unos 7200 km² y su punto más alto es Wielki Dział, con 390 metros sobre el nivel del mar). En su parte sur se convierte en la llanura de Roztocze, y en el norte se convierte en las llanuras de Polesia. Las ciudades principales ubicadas en esta meseta son Lublin, Chełm, Zamość y Pulawy.
Antiguamente, el término Meseta de Lublin se empleaba para asignar a las tierras altas ubicadas al este del río Vístula. La meseta está compuesta mayoritariamente por loess, especialmente en las cercanías de Kazimierz Dolny, Bochotnica y Kraśnik. También hay importantes yacimientos de carbón. Uno de los más importantes es el de Łęczna.
La meseta cuenta con un suelo rico y fértil (Chernozem) que ha permitido desarrollar el 15% de los cultivos nacionales, entre los cuales se incluye trigo, lúpulo y la remolacha azucarera. Esta última permitió la construcción de varias fábricas que se encargan de producirla. Las áreas boscosas son pocas, y la mayoría de ellas se encuentran en el sur.